# Ингодинский район
Ингодинский райо́н — один из четырёх административных районов города Читы. Образован в 1945 году.

## География
Расположен на обоих побережьях реки Ингода, в юго-восточной части города.
Граничит с Центральным районом Читы на севере и с Железнодорожным районом на северо-западе. 

## Население
| 2002    | 2009    | 2011    | 2012    | 2013    | 2014    | 2015    | 2016    | 2017    |
| ------- | ------- | ------- | ------- | ------- | ------- | ------- | ------- | ------- |
| 70 672  | ↘68 737 | ↗75 701 | ↗78 020 | ↗79 546 | ↗81 223 | ↗82 918 | ↗84 925 | ↗85 510 |
| 2018    | 2019    | 2020    | 2021    |         |         |         |         |         |
| ↗85 698 | ↗86 284 | ↗88 753 | ↘68 728 |         |         |         |         |         |

## Микрорайоны
Район включает в себя «городские кварталы» за улицей имени Столярова, Большой Остров (часть города, заключённую между реками Читинка и Ингода), микрорайоны Первый, Батарейный и Сосновый бор, а также частные кварталы за Ингодой (микрорайон Заингода). К этому же району относится и Малый Остров, знаменитый на весь край санаторий «Молоковский» и входящие в черту города посёлки (отдаленные микрорайоны): Молоковка, Антипиха, Осетровка, Песчанка.

## История
15 января 1945 года в Чите был создан четвёртый район – Ингодинский.

## Археология
Комплекс археологических памятников на Титовской Сопке согласно приказу Министерства культуры Забайкальского края No 31 — НПА от 03.07.2012 имеет статус объекта культурного наследия регионального значения и включает в себя 14 памятников, в том числе две мастерские каменного века: «Мастерская каменного века „Сухотино“» и «Мастерская каменного века „Титовская Сопка“». В коллекции среднего палеолита слоя 5 Сухотинской мастерской выявлены свидетельства использования техники индустрии конвергентного Леваллуа в виде атипичных однонаправленных удлинённых острий. Одна из двух граней острий часто представлена поверхностью плитчатой корки, заменяющей одну из предварительно подготовленных плоскостей 
Y-образного рисунка заготовки. Похожий приём получения заготовок был зафиксирован после апплицирования сколов на одном из восстановленных нуклеусов стоянки Кара-Бом. Для культурного слоя 3 Сухотинской мастерской получены даты 34,3 ± 2,8 тыс. л. н. (Sh-2) и 37 ± 2,8 тыс. л. н. (Sh-3). В долине реки Ингоды у Сухотинских скал на Титовской сопке в пределах Читы находится поселение культуры мустье Сухотино-1 и поселения эпохи верхнего палеолита Сухотино-2, 3, 4. На основе стоянки позднего верхнего палеолита Сухотино-4 с развитой техникой микронуклеуса была выделена сухотинская культура, на памятниках которой использовалась бифасиальная техника в сочетании с развитой микропластинчатой техникой и с широким представительством орудий из отщепов, реже − из пластин. На поселении Сухотино-4 найдено гравированное ребро сайги с изображением жилищ-чумов и скульптурное изображение мамонта из камня.